# حمد الوهيبي
حمد الوهيبي (20 يناير 1968-) هو سائق رالي عُماني من مواليد مسقط، وأول متسابق في بطولة العالم للراليات التي كان بها سابقاً من عُمان.

## مسيرته في الرالي
حقق الوهيبي رقماً قياسياً جديداً بعد مشاركته في رالي فنلندا عام 1999، وأصبح أول سائق عربي يحقق 30 لقباً في بطولة العالم للراليات. وبحلول نهاية عام 1999، اعتُبر الوهيبي أول سائق عربي يتصدر بطولة العالم للراليات في الفئة "ن". وحصل على المركز الثاني، وهو أعلى مركز يحققه سائق عربي على الإطلاق. وفي عام 2001، فاز الوهيبي برالي تير دوفيرجين، الجولة الثانية من بطولة فرنسا للراليات الحصوية، وأصبح أول متسابق رالي عربي غير أوروبي يفوز بالحدث الفرنسي. وحصل على المركز الثالث في رالي الربيع أولى مراحل بطولة لبنان للراليات عام 2022.